# Ana Milović
Ana Milović (Eslovenia; 31 de julio de 2001) es una futbolista eslovena. Juega como mediocampista y su equipo actual es el ŽFK Breznica de la 1. ŽFL, además forma parte de la selección nacional femenina de Eslovenia.

## Palmarés
ŽFK Breznica
- 1. ŽFL (1): 2019/20.